# MAC-Flooding
MAC-Flooding ist eine Angriffstechnik, um die Source Address Table eines Switches mit gefälschten MAC-Adressen  zu fluten. 
Mit einer Denial of Service werden in ein geswitchtes Ethernet massenhaft Datenpakete eingeschleust, welche alle eine andere MAC-Adresse enthalten. Der Switch speichert nun jede einzelne der gefälschten/generierten MAC-Adressen, bis seine Source Address Table überläuft. In diesem Fall schaltet der Switch in einen so genannten „Failopen Mode“ um. Dadurch werden nun alle Pakete, ob Unicast oder Broadcast, wie bei einem Hub, an alle angeschlossenen Netzteilnehmer gesendet. Damit hat ein Angreifer die Möglichkeit, den Netzwerkverkehr mitzuschneiden (sniffen).